# Lista siturilor arheologice din județul Vaslui - E
Lista siturilor arheologice din județul Vaslui - E conține toate siturile arheologice din județul Vaslui înscrise în Repertoriul Arheologic Național (RAN) și aflate în localități al căror nume începe cu litera E. RAN este administrat de Ministerul Culturii și Patrimoniului Național și cuprinde date științifice, cartografice, topografice, imagini și planuri, precum și orice alte informații privitoare la zonele cu potențial arheologic, studiate sau nu, încă existente sau dispărute.
Puteți căuta un sit din localitățile care încep cu litera E folosind formularul de mai jos sau puteți naviga prin toate siturile din județ la Lista siturilor arheologice din județul Vaslui.
| Cod RAN      | Denumire | Localitate                  | Adresă        | Datare               | Descoperit | Coordonate | Imagine           | Erori            |
| ------------ | --- | --------------------------- | ------------- | -------------------- | ---------- | ---------- | ----------------- | ---------------- |
| 163798.02.01 | Situl arheologic de la Epureni-Șoldeni / ansamblu anonim (Categorie: locuire civilă) (Tip: așezare)           | sat Epureni, comuna Epureni | Șoldeni       | Noua                 |            |            | Încărcați imagine | Raportați eroare |
| 163798.02.02 | Situl arheologic de la Epureni-Șoldeni / ansamblu anonim (Categorie: locuire civilă) (Tip: așezare)           | sat Epureni, comuna Epureni | Șoldeni       | cu ceramică canelată |            |            | Încărcați imagine | Raportați eroare |
| 163798.02.03 | Situl arheologic de la Epureni-Șoldeni / ansamblu anonim (Categorie: locuire civilă) (Tip: așezare)           | sat Epureni, comuna Epureni | Șoldeni       | Basarabi             |            |            | Încărcați imagine | Raportați eroare |
| 163798.03.01 | Așezarea Latene de la Epureni - La Rîchi / ansamblu anonim (Categorie: locuire civilă) (Tip: așezare)         | sat Epureni, comuna Epureni | La Rîchi      | sec. III a. Chr.     |            |            | Încărcați imagine | Raportați eroare |
| 163798.01.01 | Situl arheologic de la Epureni - "Capu Dealului" / ansamblu anonim (Categorie: locuire civilă) (Tip: Așezare) | sat Epureni, comuna Epureni | Capu Dealului | Noua                 | 1984       |            | Încărcați imagine | Raportați eroare |
| 163798.01.02 | Situl arheologic de la Epureni - "Capu Dealului" / ansamblu anonim (Categorie: locuire civilă) (Tip: Așezare) | sat Epureni, comuna Epureni | Capu Dealului | - A                  | 1984       |            | Încărcați imagine | Raportați eroare |
| 163798.01.03 | Situl arheologic de la Epureni - "Capu Dealului" / ansamblu anonim (Categorie: locuire civilă) (Tip: Așezare) | sat Epureni, comuna Epureni | Capu Dealului | Basarabi             | 1984       |            | Încărcați imagine | Raportați eroare |
| 163798.01.04 | Situl arheologic de la Epureni - "Capu Dealului" / ansamblu anonim (Categorie: locuire civilă) (Tip: locuire) | sat Epureni, comuna Epureni | Capu Dealului |                      | 1984       |            | Încărcați imagine | Raportați eroare |
| 163798.01.05 | Situl arheologic de la Epureni - "Capu Dealului" / ansamblu anonim (Categorie: locuire civilă) (Tip: Așezare) | sat Epureni, comuna Epureni | Capu Dealului | sec. VII-IX          | 1984       |            | Încărcați imagine | Raportați eroare |